# Экстранормальная фонетика
Экстранорма́льная фоне́тика (лат. extra — «сверх», «вне») — раздел фонетики, изучающий особые звукообразования, не свойственные нормальной речи, направленной на передачу языкового сообщения: звуки, которым в языке не соответствует та или иная фонема; необычные звукосочетания, возникающие в междометиях (к примеру, рус. гм), звукоподражаниях (фьюить), звуковых жестах, командах животным, звуковых комплексах, служащих для привлечения или отвлечения животных (кыш), в спонтанной детской речи; факты поэтического «звукотворчества».
К явлениям экстранормальной фонетики относятся также специфические разновидности каноничных звуков и звукосочетаний, образующиеся в быстрой, небрежной речи.
Элементы экстранормальной фонетики могут использоваться в художественной речи в качестве экспрессивно-изобразительных средств, например при описании пения птиц.